# Limpenhoe
Limpenhoe – wieś w Anglii, w Norfolk. W 1931 wieś liczyła 156 mieszkańców. Limpenhoe jest wspomniana w Domesday Book (1086) jako Limpeho(u)/Linpeho.